# Watertoren (Amsterdam Sloten)
In 1908 kreeg de gemeente Sloten een waterleidingmaatschappij die zijn watertoren dat jaar plaatste op het latere Jacob Marisplein (toen nog Jacob Marisstraat), ter hoogte van nr. 24, bij de kruising met de Theophile de Bockstraat. Al in 1913 nam Amsterdam de maatschappij over en gingen de Amsterdamse Gemeentewaterleidingen Sloten van water voorzien, waarmee de watertoren zijn functie verloor. Kort daarna werd deze afgebroken.